# Neurocalyx
Neurocalyx  es un género con cinco especies de plantas con flores perteneciente a la familia de las rubiáceas.
Es nativo del sur de la India y Sri Lanka.

## Especies
- Neurocalyx bremeri M.B.Viswan. (2005).
- Neurocalyx calycinus (R.Br. ex Benn.) Rob. (1910).
- Neurocalyx capitata Benth. ex Hook.f. (1880).
- Neurocalyx elatus Valeton (1913).
- Neurocalyx zeylanicus Hook. (1837).